# Чоланештиј дин Вале (Телеорман)
Чоланештиј дин Вале (рум. Ciolăneștii din Vale) насеље је у Румунији у округу Телеорман у општини Чоланешти. Oпштина се налази на надморској висини од 118 m.

## Становништво
Према подацима из 2002. године у насељу је живело 788 становника, од којих су сви румунске националности.